# Biblioteca de Turismo e Viagens
A Biblioteca de Turismo e Viagens (em francês Bibliothèque du tourisme et des voyages) é uma biblioteca pública francesa, especializada em turismo, viagens e guias de viagens. Também em bicicletas, carros e todos os tipos de atividades turísticas (camping, canoagem, montanhismo, espeleologia, gastronomia, etc.).